# جغنه حضرتی
جغنه حضرتی، روستایی از توابع بخش مرکزی شهرستان مشهد در استان خراسان رضوی ایران است.

## جمعیت
این روستا در دهستان درزآب قرار دارد و بر اساس سرشماری مرکز آمار ایران در سال ۱۳۸۵، جمعیت آن ۳۰۲ نفر (۷۰خانوار) بوده‌است.